# Aeroport Internacional Ben Gurion

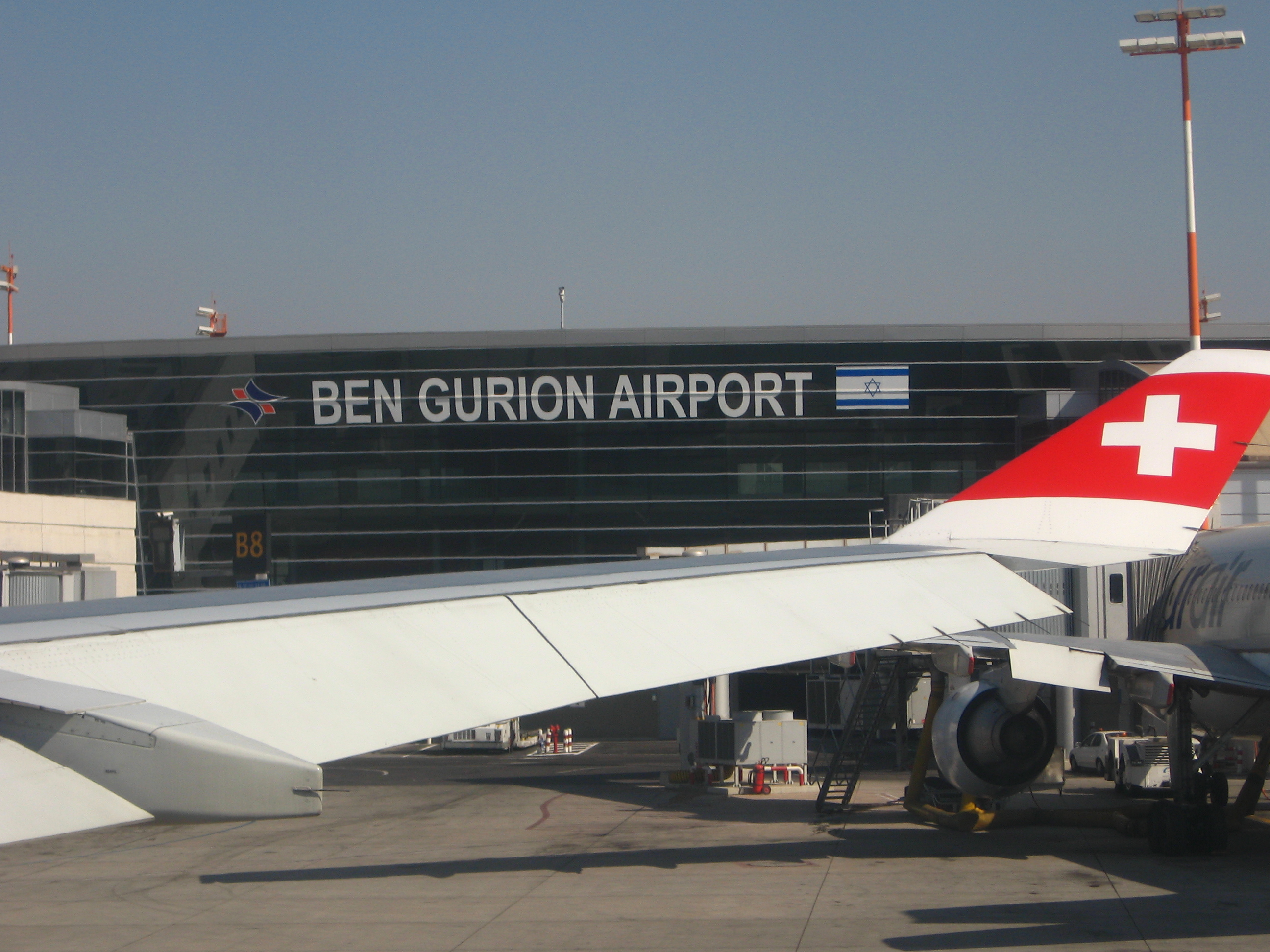
Façana de la Terminal 3

L'Aeroport Internacional Ben Gurion —en hebreu נמל תעופה בן גוריון, namel te'ufa Ben Guryon; en àrab مطار بن غوريون الدولي, maṭār Bin Ḡuryūn ad-duwalī— és l'aeroport més gran i important d'Israel i l'únic del país amb línies internacionals. L'aeroport també és anomenat de vegades Aeroport de Tel-Aviv, pel fet d'estar prop d'aquesta ciutat. El codi IATA és TLV i el codi ICAO és LLBG.
L'aeroport rebé el nom actual l'any 1975 en honor del primer primer ministre d'Israel, David Ben-Gurion. Anteriorment l'aeroport s'anomenava Aeroport de Lod, per la ciutat propera de Lod. És, a més, el centre d'operacions de l'aerolínia El Al.

## Situació i connexions
L'Aeroport Ben Gurion es troba a uns 20 km a l'est de Tel-Aviv, al costat de l'autopista de Jerusalem, ciutat que es troba a 50 km.
Des d'octubre de 2004, l'aeroport disposa de connexió ferroviària d'alta velocitat cap a Tel-Aviv, cosa que facilita la continuació del viatge amb tren cap a Haifa i Nahariyya. L'empresa Egged ofereix també diferents línies d'autobús, entre les quals cap a Jerusalem.
Als ciutadans palestins no els està permès d'aterrar en aquest aeroport, sinó que han d'anar a un altre país veí, com ara Egipte, i entrar a Israel amb cotxe, autobús, etc.

## L'aeroport
La pista d'enlairament i aterratge i la Terminal 1 es van construir ja a l'època del Mandat britànic, a finals dels anys trenta.
Als anys noranta s'inaugurà la Terminal 2, que dona servei als vols nacionals així com a alguns vols internacionals sortints.
Recentment es finalitzà la construcció de la nova Terminal 3, que es compta entre les més modernes de món. Aquesta ampliació de l'aeroport s'inicià el 1997 i es completà al novembre de 2004, encara que la línia de tren d'alta velocitat ja estava en marxa des del mes anterior, l'octubre de 2004. Amb la nova Terminal 3, la capacitat de l'aeroport augmentà de 9 a 16 milions de passatgers anuals.
Un dels aspectes més coneguts del Ben Gurion són la seguretat estricta i els rígids controls; per exemple, els vehicles són inspeccionats ja abans d'accedir al recinte de l'aeroport.

## Estadística
L'any 2006 8,8 milions de passatgers de vols internacionals van passar per l'aeroport Ben Gurion. Tot i que el nombre de passatgers es manté a l'alça, encara és lluny del rècord de passatgers de l'any 2000: 9,3 milions.